# Лосяошань

Горы Лосяошань (Luòjiǎo Shān, 洛角山) (также могут встречаться варианты написания: Лоцзяошань, Luo Jiao Shan) — это живописный горный массив в Китае, известный своими природными красотами, культурным значением и туристической привлекательностью.

## Географическое положение
Расположение: Горы Лосяошань находятся в провинции Сычуань (Юго-Западный Китай), хотя в некоторых источниках их также связывают с соседними провинциями Юньнань или Гуйчжоу.
Координаты: Приблизительно 28°N, 102°E (уточняется в зависимости от конкретного района).
Высота: Наивысшая точка — около 3,500-4,000 метров над уровнем моря.
Рельеф: Характеризуются крутыми склонами, глубокими ущельями, водопадами и густыми лесами.

## Природа и экосистема
Флора: Леса: Преобладают смешанные леса с дубами, соснами, бамбуком и рододендронами.
Эндемики: Встречаются редкие виды орхидей и лекарственных растений, используемых в традиционной китайской медицине.
Сезонные изменения: Весной — цветение диких растений, осенью — золотисто-красные леса.
Фауна: Млекопитающие: Обитают малые панды, дикие кабаны, олени, обезьяны (например, рокселлановы ринопитеки).
Птицы: Разнообразие пернатых, включая фазанов и редких хищных птиц.
Климат: Температура: Летом +15…+25 °C, зимой возможны заморозки (до −5 °C).
Осадки: Высокая влажность, частые дожди (особенно в июне-августе).
Туман: Горы часто окутаны туманом, что создает мистическую атмосферу.

## Геология и формирование гор Лосяошань
Происхождение и возраст
Горы Лосяошань относятся к Южно-Китайскому карстовому региону, сформированному в результате тектонической активности и эрозии.
Возраст горной системы — около 200—300 млн лет (мезозойская эра).
Основные породы: известняк, песчаник, сланцы, что объясняет наличие пещер и карстовых воронок.
Пещеры и подземные реки
В районе Лосяошань обнаружены карстовые пещеры с сталактитами и сталагмитами.
Некоторые пещеры считаются священными и используются для медитаций.
Подземные реки питают водопады на поверхности.

## Культурное и историческое значение
Местные легенды
связаны с даосскими отшельниками и буддийскими монахами, которые искали уединения в этих горах.
Одна из легенд гласит, что здесь медитировал бессмертный даосский святой.
Храмы и монастыри
Храм Лосяо (Luo Jiao Si): Небольшой древний храм, частично разрушенный, но сохранивший статую Будды.
Даосские алтари: Разбросаны по склонам, некоторые используются для ритуалов и сегодня.
Этнические группы
В окрестностях живут народы И (Yi) и Тибетцы, сохраняющие традиционные обычаи

## Туризм и активный отдых
Пешие маршруты

Основной трек: Подъём на главную вершину занимает 6-8 часов, маршрут средней сложности.
Тропа водопадов: Ведёт через несколько каскадных водопадов.
Смотровые площадки: Лучшие виды открываются с плато «Облачный пик».
Инфраструктура
Гостевые дома: Есть несколько семейных гестхаусов у подножия.
Кемпинг: Разрешён в определённых зонах.
Транспорт: Добраться можно из ближайшего города Сичан (Xichang) на автобусе или такси.

## Охрана природы и ограничения
Часть территории входит в национальный парк, поэтому требуется разрешение на посещение.
Запрещена охота и сбор редких растений.
Мусор необходимо уносить с собой.

## Научные исследования и экспедиции
Биологические исследования
Ученые изучают эндемичные виды растений (например, редкие папоротники и орхидеи).
В 2010-х годах здесь был обнаружен новый вид лягушек (Odorrana luojiaoensis).
Археологические находки
В пещерах найдены древние петроглифы и керамика, относящиеся к эпохе династии Хань (206 до н. э.-220 н. э.).
Некоторые артефакты указывают на шаманские ритуалы местных племен
Экологические проекты
С 2015 года действует программа «Зелёный Лосяошань» по восстановлению лесов.
Ведется мониторинг популяции малых панд с помощью фотоловушек.